# IJdelheid

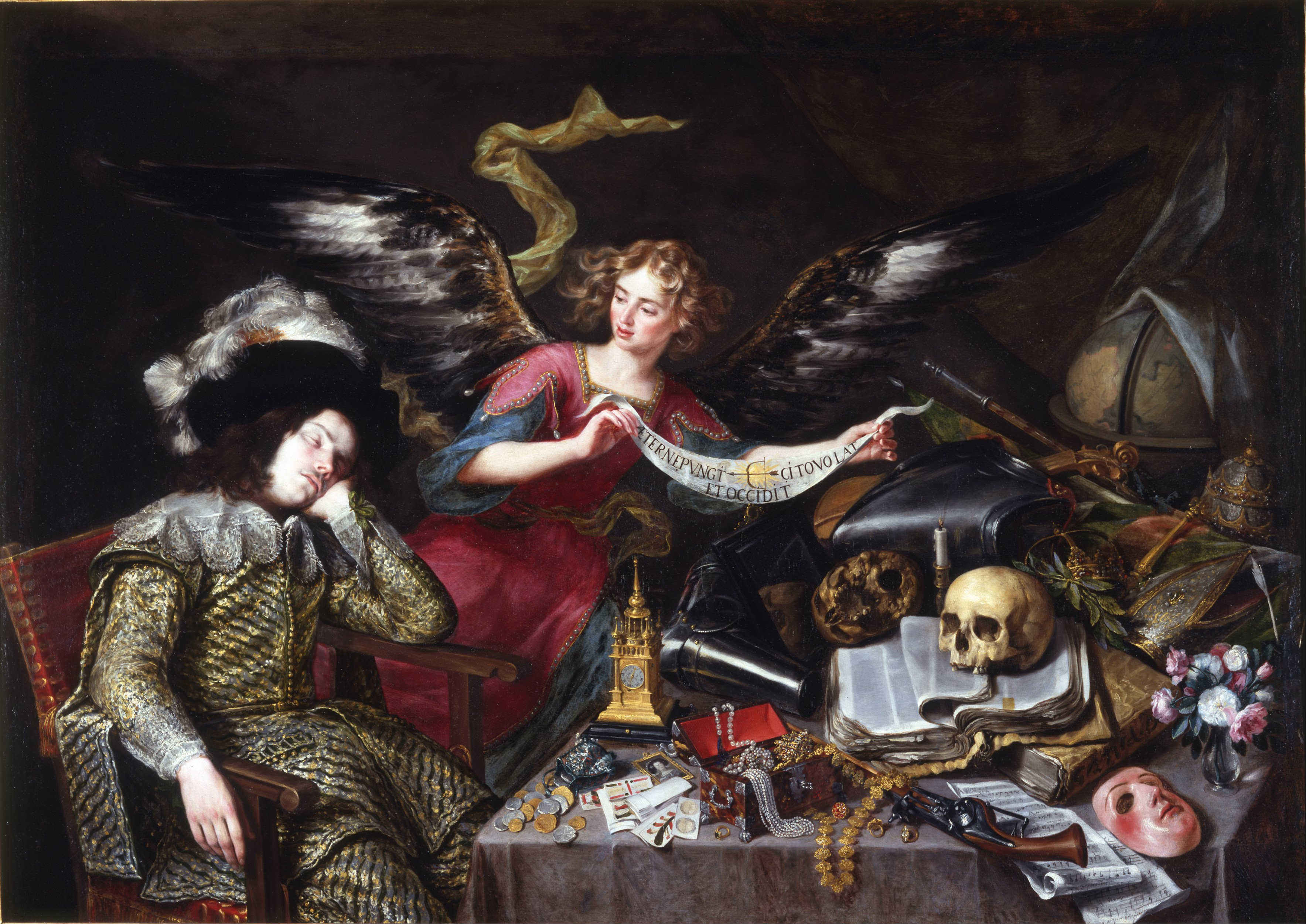
De droom van een ridder door Antonio de Pereda in de Real Academia de Bellas Artes de San Fernando

De term ijdelheid heeft in het Nederlands twee betekenissen die wel verwant zijn, maar toch op belangrijke punten verschillen. De huidige betekenis van het woord gaat in de richting van wat in het Latijn aangeduid werd als superbia en in het Grieks als hybris. Met superbia of hoogmoed wordt het verlangen om belangrijker of aantrekkelijker te zijn bedoeld, of een liefde voor zichzelf. De andere betekenis van het woord ijdelheid komt overeen met het Latijnse vanitas en duidt op leegheid, vergankelijkheid en zinloosheid. Deze betekenis komt terug in de uitdrukking 'ijdelheid der ijdelheden' en ligt ook ten grondslag aan de waarschuwing memento mori (gedenk te sterven). In de beeldende kunst is vanitas een bekend thema.

## Superbia
Superbia of hoogmoedige eigenliefde wordt beschouwd als de ergste van de zeven zonden en eveneens de eerste: alle andere zonden komen uit ijdelheid voort. Dit is het verlangen om belangrijker of aantrekkelijker te zijn, of een liefde voor zichzelf. Een verhaal over ijdelheid is het verhaal van Lucifer. De ijdelheid veroorzaakte zijn vertrek uit de hemel en zijn transformatie in Satan. Ook het verhaal van Icarus, die ondanks waarschuwingen van zijn vader te dicht bij de zon vloog, heeft overmatige ambitie en hoogmoed tegenover de goden als thema.
Ook narcisme vloeit uit de zonde van de ijdelheid voort. Naast de mythe van Narcissus is Het portret van Dorian Gray van Oscar Wilde een verhaal rond dit thema. IJdelheid staat tegenover nederigheid, dat niet mag verward worden met gebrek aan zelfrespect.
Tijdens de 15e eeuw werden door Bernardinus van Siena en Girolamo Savonarola vreugdevuren van de ijdelheden georganiseerd tijdens hun preken. Ze wilden daarmee de ijdelheid binnen kerk en maatschappij aan de kaak stellen. De eerste roman van Tom Wolfe, Het vreugdevuur der ijdelheden (verfilmd als The Bonfire of the Vanities), verwijst naar deze gebeurtenissen.

## Vanitas
Vanitas duidt op vergankelijkheid en vluchtigheid. De afbeelding toont een allegorisch schilderij van Antonio de Pereda De droom van een ridder. Een engel waarschuwt de jongeman in zijn droom voor de wereldlijke goederen: verleidelijk en van korte duur. De kandelaar die net is uitgedoofd stelt het leven voor met al zijn weelde, macht, ijdelheden en plezieren, gesymboliseerd via de afgebeelde voorwerpen. Dat alles verdwijnt bij tegenslag, de tijd en de dood. De engel toont hem een tekst: Het keert steeds, slaat snel toe en doodt. Dit genre in de schilderkunst wordt vanitas genoemd.
De Bijbelse uitdrukking 'ijdelheid der ijdelheden', ook bekend als vanitas vanitatum, heeft maar een los verband met de hedendaagse betekenis van het woord, maar duidt eigenlijk op een overtreffende trap van nietigheid, ijlheid, vergankelijkheid en vluchtigheid. De uitdrukking is een letterlijke vertaling van een Hebreeuwse genitief en wordt tegenwoordig beschouwd als Hebraïsme. In de Statenvertaling luidt de passage uit het boek Prediker 1:2: IJdelheid der ijdelheden, zegt de prediker; ijdelheid der ijdelheden, het is al ijdelheid. In de Nieuwe Bijbelvertaling is dit vertaald als: Lucht en leegte, zegt Prediker, lucht en leegte, alles is leegte.